# 앨리스 코치먼

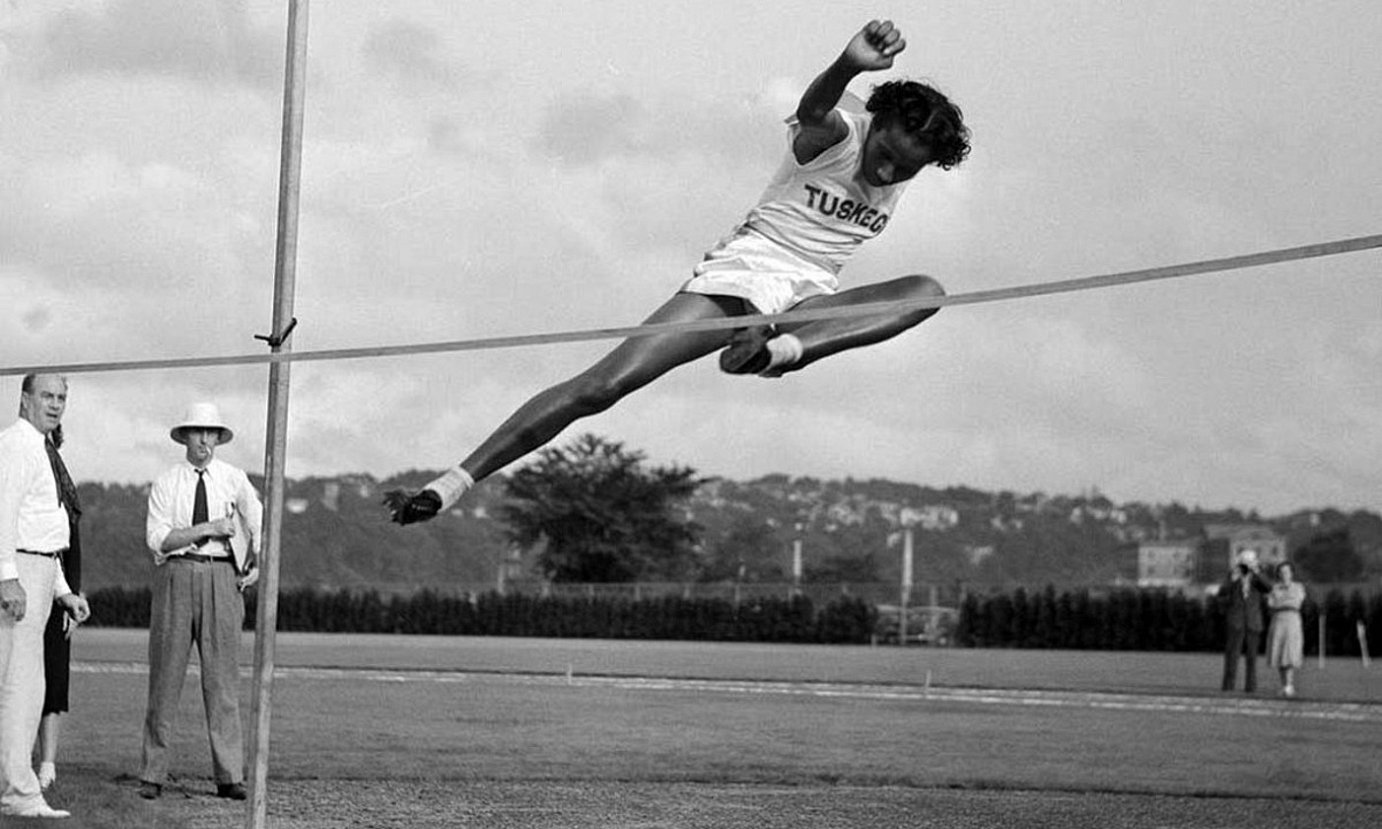

앨리스 마리 코치먼(Alice Marie Coachman, 1923년 11월 9일 ~ 2014년 7월 14일)은 높이뛰기를 전문적으로 활약한 미국의 육상 선수로, 흑인 여성으로서 첫 올림픽 금메달리스트였다.
조지아주 올버니에서 태어난 코치먼은 1939년과 1948년을 걸쳐 AAU 실외 높이뛰기를 지배하면서 10개의 국내 선수권을 우승하였다. 그러나 제2차 세계 대전의 이유로 1940년과 1944년 올림픽 경기가 취소되면서 올림픽에 나가지 못하였다. 1948년 런던 올림픽 높이뛰기 결승전에서 코치먼은 자신의 첫 시도에서 1.68m(5 피트, 6과 8분의 1 인치)를 넘었다. 그녀의 가장 가까운 라이벌 영국의 도로시 타일러는 코치먼의 기록을 매치하였으나 단 두번째 시도에서였다. 코치먼은 대회에서 금메달을 딴 단 한 명의 미국 여성이었으며, 그녀의 메달은 조지 6세에 의하여 수여되었다.
코치먼은 실내와 실외 50m 경주와 실외 100m 경주에도 뛰어났다. 터스키기 대학교를 대표한 그녀는 1941년과 1942년 400m 릴레이의 국내 선수권을 우승하기도 하였다.
1975년 미국 육상 명예의 전당, 2004년 미국 올림픽 명예의 전당에 헌액되었다.
이후 2014년 뇌졸중으로 투병 생활을 했으며, 그 해 7월 14일 조지아주의 올버니의 한 병원에서 심근 경색으로 사망했다.